# ユートピア旅行記叢書
ユートピア旅行記叢書（ユートピアりょこうきそうしょ）は、1996年から2002年にかけて岩波書店から刊行された文学叢書。
A5判、函入りハードカバー、全15巻。

## 概要
編集委員は赤木昭三・川端香男里・轡田収（くつわだおさむ）・冨山太佳夫・中川久定。
「大航海時代叢書」および「17・18世紀大旅行記叢書（第Ⅰ期）」の後継企画として刊行された。
この2叢書は、実際の見聞・探検に基づく記録を収録したのに対し、本叢書はそれら実在の「新世界」の記録に触発された著者たちが、現実世界を批判し理想社会の夢を語るため、空想上の（どこにも存在しない）世界を描いた文学作品を収録している。

## 巻構成・内容
- 1.『17世紀フランス編』
「別世界または日月両世界の諸帝国 月の諸国諸帝国・太陽の諸国諸帝国」（シラノ・ド・ベルジュラック、赤木昭三訳）

- 2.『17世紀イギリス編』
「月の男」（フランシス・ゴドウィン（英語版）、大西洋一訳）
「新世界誌 光り輝く世界」（マーガレット・キャヴェンディッシュ、川田潤訳）

- 3.『ヨーロッパ精神の危機の時代編1』
「アウステル大陸漂流記」（フォワニー、倉田信子,鈴木康司訳）

- 4.『ヨーロッパ精神の危機の時代編2』
「哲学者の国またはアジャオ人物語」（フォントネル、赤木昭三訳）
「テレマコスの冒険」（フェヌロン、二宮フサ訳）
「未開人との対話」（ラオンタン、川合清隆訳）

- 5.『ヨーロッパ精神の危機の時代編3』
「カレジャヴァ物語」（ジルベール、永瀬春男訳）
「ジャック・マセの航海と冒険」（ティソ・ド・パソ、小西嘉幸訳）
「ピエール・ド・メザンジュの生涯と冒険とグリーンランド旅行」（ティソ・ド・パト、鈴木田研二訳）

- 6.『18世紀イギリス編1』
「ガリヴァー旅行記」（ジョナサン・スウィフト、冨山太佳夫訳）

- 7.『18世紀イギリス編2』
「ピーター・ウィルキンズの生涯と冒険」（ポルトック、高橋和久訳）

- 8.『18世紀ドイツ編』
「ベルフェゴール」（ヴェーツェル、桑原ヒサ子,轡田収訳）
「ウーゾング」（ハラー、木村高明,轡田収訳）
「黄金の鏡」（ヴィーラント、新井皓士訳）

- 9.『東欧・ロシア編』
「ミコワイ・ドシフィヤトチンスキの冒険」（クラシツキ、沼野充義訳）
「オフィル国旅行記」（シチェルバートフ、井桁貞義,草野慶子訳）
「〈幸福な社会〉の夢」（スマローコフ、井桁貞義訳）
「ベリョフ市民の月世界旅行」（リョーフシン、井桁貞義訳）

- 10.『啓蒙の時代初期編』
「セトス」（テラソン、永見文雄訳）
「女戦士」（リュスタン・ド・サン=ジョリ、永見文雄訳）
「軽薄島の発見」（コワイエ、永見文雄訳）

- 11.『哲学者たちのユートピア フランス・ドイツ編』
「トログロディット人の寓話」（シャルル・ド・モンテスキュー、井田進也訳）
「エルドラド」（ヴォルテール、佐々木康之訳）
「ブリッジの物語」（アベ・プレヴォー、永見文雄訳）
「クララン共同体」（ジャン・ジャック・ルソー、佐々木康之訳）
「タヒチの野生人からフランス人へ」（ブリケール・ド・ラ・ディスメリー、中川久定訳）
「ブーガンヴィル航海記 補遺」（ドニ・ディドロ、中川久定訳）
「クリストフ・ハインリヒ・ブリックの手稿」（クニッゲ、轡田収,鷲巣由美子訳）
「アルディンジェロと至福の島々」（ハインゼ、轡田収,鷲巣由美子訳）

- 12.『海底の国と地底の国編』
「ニコラス・クリミウスの地下世界への旅』（ホルベリ、多賀茂訳）
「テリアメド」（マイエ、多賀茂,中川久定訳）

- 13.『共有のユートピアと科学のユートピア編』
「バジリアッドまたは浮き島の難破」（モレリ、鈴木峯子訳）
「ジファンティー」（ティフェーニュ・ド ラ・ロシュ、田中義廣訳）

- 14.『奇想と転倒のユートピア編』
「奴隷の島」（マリヴォー、佐藤実枝訳）
「理性の島」（マリヴォー、鈴木康司訳）
「新天地」（マリヴォー、井村順一訳）
「イコザメロン』（カサノーヴァ、川端香男里訳）

- 15.『18世紀末編』
「ポルノグラフ」（レチフ・ド・ラ・ブルトンヌ、植田祐次訳）
「幸福な国民またはフェリシー人の政体」（ル・メルシエ・ド・ラ・リヴィエール、増田真訳）